# 國立臺南女子高級中學
國立臺南女子高級中學（英語：National Tainan Girls' Senior High School，TNGS），位於中華民國臺南市中西區郡王里，是一所成立於台灣日治時期的高級中等學校，簡稱為國立臺南女中、臺南女中、南女中、南女、TNGS，舊稱為「南一女」、「省南女」，校內植有椰林以「椰風谷」自詡。

## 歷史

### 日治時期
台南女中的校地現址在日治時期是「台南第一高等女學校」，但學生主體則是延續台籍生就讀的「台南第二高等女學校」。二戰後，一高女改稱「南二女」，而二高女改稱「南一女」。1946年2月，南一女遷入南二女的校園。1947年9月，南一、二女合併為「台南女中」。台南女中的校徽以原本二高女的校徽修改沿用，校花亦沿用原二高女的校花桔梗。
- 1917年，以「臺灣總督府高等女學校分教室」之名義創立，並以兩廣會館做臨時校舍，並由當時國語學校之教授志保田銓吉擔任教務工作，同年9月28日，獨立為「臺灣總督府臺南高等女學校」，10月11日舉行開校式。
- 1918年8月20日，位於桶盤淺現址的部分新校舍完工，學生移至新校舍上課。
- 1921年4月1日，改稱「臺南州立臺南高等女學校」。
- 不久之後遷校到桶盤淺現址新建校舍，10月新校舍完成。
- 1922年4月1日，第二次臺灣教育令公佈後，改稱「臺南州立臺南第一高等女學校」。[3]
- 1921年4月25日，「臺南州立臺南女子高等普通學校」經許可設立，同年6月1日舉行開校式，專收台籍女學生，以幸町的舊小學校校舍為臨時校舍（後來拆除改建為臺南警察署）。
- 1922年4月1日，改稱「臺南州立臺南第二高等女學校」。
- 1924年3月31日，新校舍的第一、二棟校舍完工，學生移至新校舍（現為中山國中）上課，舊有校舍改作學生宿舍。[4]

### 戰後
- 1945年9月，第二次世界大戰結束後，原由日人就讀的第一高等女學校改稱「臺灣省立臺南第二女子中學」（南二女），而由台人就讀的第二高等女學校改稱「臺灣省立臺南第一女子中學」（南一女）。[5]
- 1945年12月20日，黃濬奉派接收南一女、南二女，是為戰後第一任校長。[5]
- 1946年2月，因南二女南側的台南師範校舍遭空襲損毀嚴重，故台南師範行文省教育處，欲把南二女校舍併入該校；黃濬在得知後，又因原州立二高女校舍因戰爭殘破無法使用，故將南一女的教職員和設施全遷入南二女。[5]
- 1947年9月1日，南一女、南二女合併並更名為「臺灣省立臺南女子中學」，簡稱「省南女」，至今尚有使用。[5]
- 1961年配合「省辦高中，縣市辦初中」，停招初中部。
- 1970年8月易名為「臺灣省立臺南女子高級中學」。
- 1971年10月，奉令附設空中補校。
- 1979年，實施「學姊妹制」（師徒制）。
- 1984年8月增設音樂教育班（男女兼收）。
- 1987年年8月增設數理暨自然學科資賦優異班。
- 2000年2月1日，配合精省政策，奉令改名為「國立臺南女子高級中學」。
- 2004年8月增設語文資賦優異班。[6]
- 2014年增設人文社會科學班。

## 校訓
公、誠、勤、樸
「公、誠、勤」是由第六任校長鄭璽璸與1966年校慶日當天，為「創建南女的新校風」揭櫫。期許南女學生：公——大公無私，不欲則剛。誠——存真去偽，親愛精誠。勤——鍥而不捨，金石可鏤。

「樸」字是由第九任校長石宛珠加入，認為女子應樸實無華，美麗是仰賴內在的涵養。

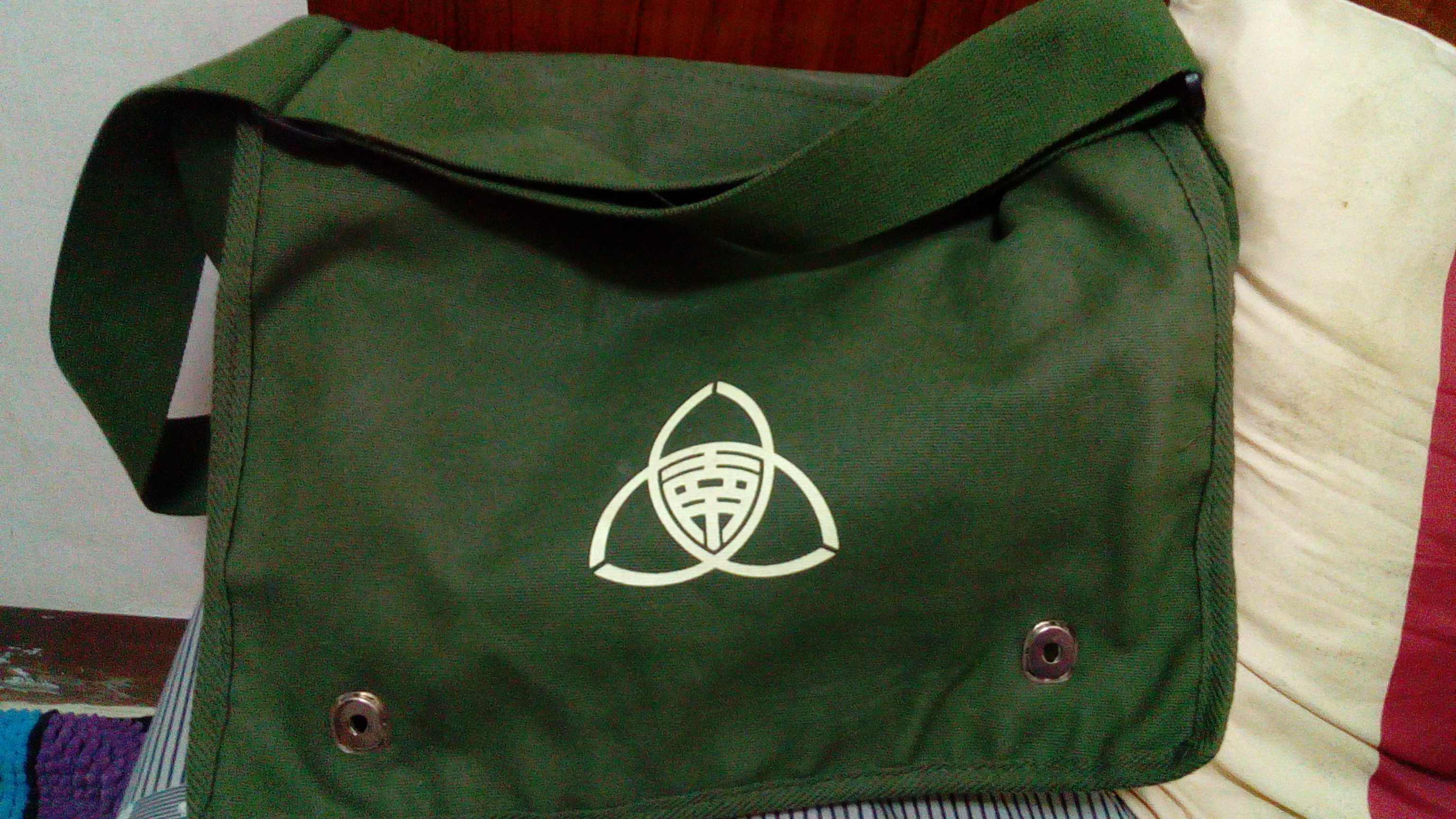
台南女中書包

## 歷任校長

### 日治時期：台南第一高等女學校
| 任 次  | 姓 名      | 任 期                  | 參考資料 |
| 第一任 | 志保田鉎吉 | 1917/09/28－1919/05/15 | [9]      |
| 第二任 | 清水儀六   | 1919/05/16－1921/04/05 | [9]      |
| 第三任 | 濱武元次   | 1921/04/06－1925/04/25 | [9]      |
| 第四任 | 楠樭道     | 1925/04/26－1926/06/14 | [9]      |

### 日治時期：台南第二高等女學校
| 任 次  | 姓 名    | 任 期            | 參考資料 |
| 第一任 | 楠樭通   | 1921/04－1925/04 | [10]     |
| 第二任 | 廣松良臣 | 1925/05－1933/02 | [10]     |
| 第三任 | 石井權三 | 1933/03－1937/03 | [10]     |
| 第四任 | 西村寬司 | 1937/04－1943/01 | [10]     |

### 中華民國時期：一高、二高合併
| 任 次    | 姓 名  | 任 期            | 參考資料 |
| 第一任   | 黃濬   | 1945/12－1946/07 | [11]     |
| 第二任   | 鍾蕺岩 | 1946/08－1947/01 | [11]     |
| 第三任   | 俞曙方 | 1947/02－1954/01 | [11]     |
| 第四任   | 孫淑銓 | 1954/01－1956/01 | [11]     |
| 第五任   | 景生然 | 1956/02－1966/07 | [11]     |
| 第六任   | 鄭璽璸 | 1966/08－1971/04 | [11]     |
| 第七任   | 孟淑範 | 1971/05－1979/01 | [11]     |
| 第八任   | 陳永英 | 1979/02－1983/01 | [11]     |
| 第九任   | 石宛珠 | 1983/02－1987/08 | [11]     |
| 第十任   | 陳麗卿 | 1987/08－1995/07 | [11]     |
| 第十一任 | 林明美 | 1995/08－2004/01 | [11]     |
| 第十二任 | 黃光明 | 2004/02－2008/01 | [11]     |
| 代理     | 胡瑞原 | 2008/02－2008/07 | [11]     |
| 第十三任 | 鄒春選 | 2008/07－2012/07 | [11]     |
| 第十四任 | 陳修平 | 2012/08－2014/12 | [11]     |
| 代理     | 何宗益 | 2014/12－2015/07 | [11]     |
| 第十五任 | 鄭文儀 | 2015/08－2022/07 | [11]     |
| 第十六任 | 洪慶在 | 2022/08－現在    | [11]     |

## 校內建築及景觀

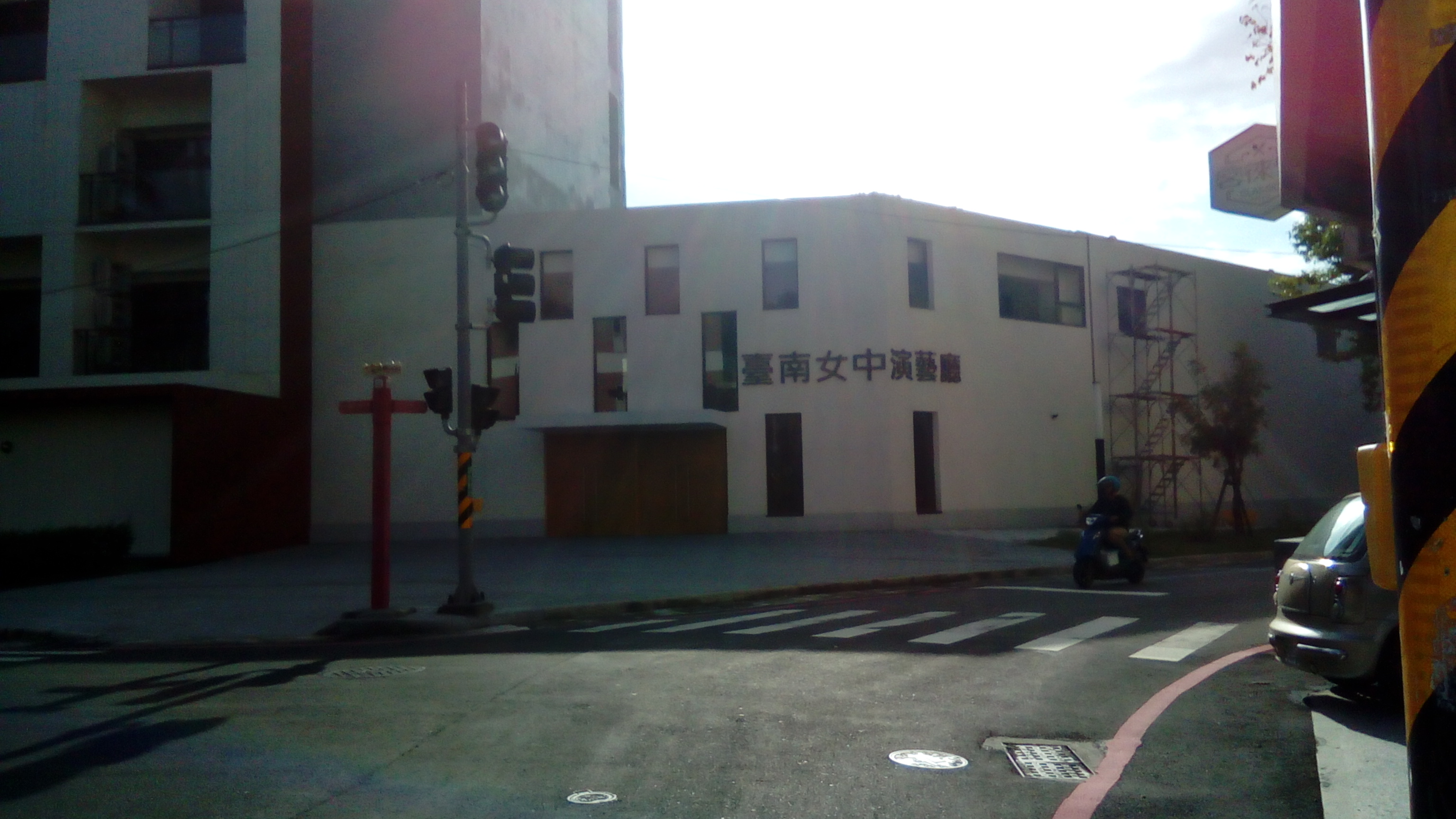
台南女中演藝廳外牆

臺灣府城城垣殘蹟是三級古蹟「臺灣府城城垣南門段殘蹟」：臺灣府城城垣南門段殘蹟當時原設計為泥土牆，後來顧慮到府城春夏多雨，才又在外部添加一層三合土以便保護，斷面略呈梯形，外牆高5公尺40公分，內牆高5公尺 10公分，兩牆高差可形成坡度，以利排水；頂寬4公尺50公分，底寬6公尺，下寬上窄， 可增加穩固性，南門段城垣殘蹟，呈東西走向，在臺南女中圍牆的一段，長約八十多公尺，高約四公尺餘，是保存較好的一段，外觀上很容易辨識出是用三合土以古法砌築。

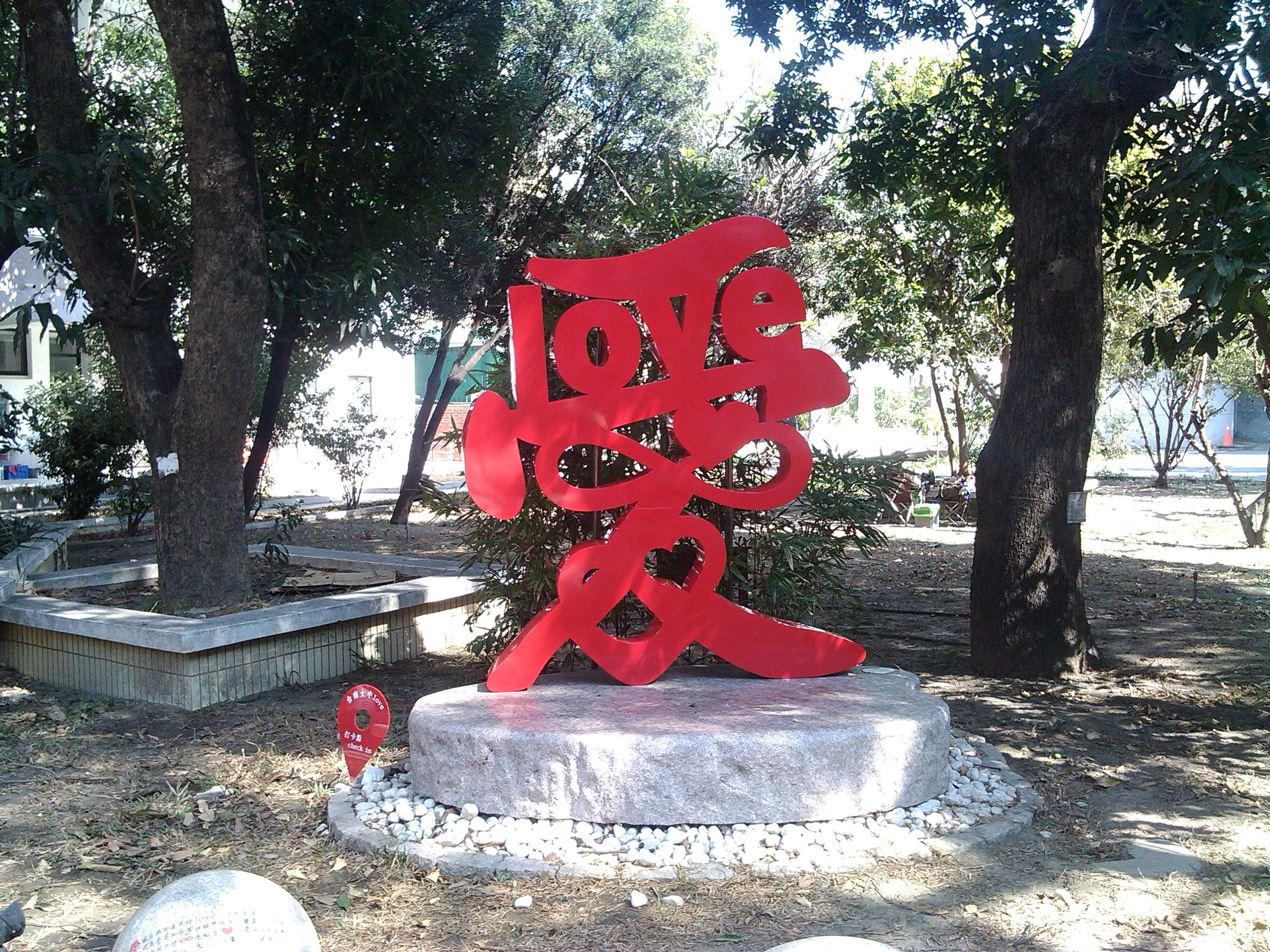
台南女中校園內的「愛」字塑像

原臺南高等女學校本館是市定古蹟「臺南高等女學校本館」：臺南女中自強樓屬紅磚折衷式樣，但也應用了巴洛克建築之語彙。就整體而言，全棟建築很明顯的可以分為基座、屋身及屋頂。基座為洗石子，開有氣孔以利防潮，屋身基本上為磚材，屋頂則為四坡式灰瓦。 入口門廊於四面均有拱圈，其中東、西及北面每一圓拱由二根矮柱支撐，矮柱為托次坎柱式，柱頭只有蛋鏢飾及四個小托架裝飾。柱身無凹槽有收分處理，但比例矮壯，柱基亦有紋飾環繞，其上之蓋盤由挑管與楣樑組成，沒有額枋，並且半坎入磚牆內，挑簷之上才為拱圈，有比例略大之拱心石，拱圈本身還有細緻之線腳。整個面之處理彷彿是一個巨大的帕拉第奧式建築，但比例上卻是有如巴洛克時期甚至是矯飾主義之誇大作法。1987年臺灣出品的電影《白色酢漿草》拍攝地點就是在臺南女中的校園內。

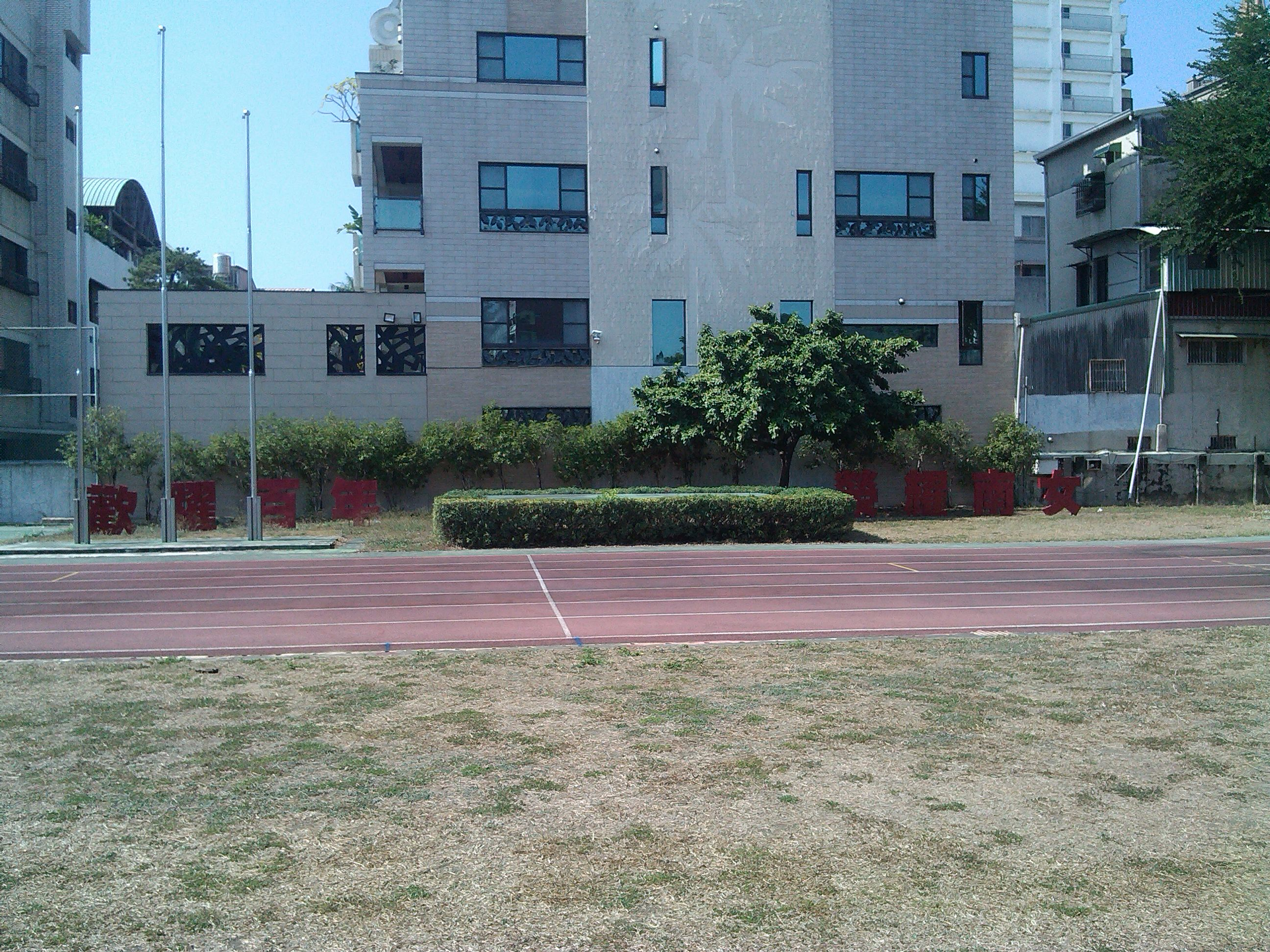
台南女中操場旁的「歡躍百年 榮耀南女」石字

- 校內有一棵稱為「人權樹」、「丁窈窕樹」的金龜樹，是紀念被槍決的校友丁窈窕[12]。
- 福安坑溪：福安坑溪是臺灣府城城內的兩大溪流之一，並流經臺南女中。

## 班級編制
包含普通班、數理資優班、語文資優班、音樂班、雙語實驗班。

### 學生社團
2021年時有50個社團，分為學藝、技藝、康樂、服務及體育類等五大類

## 事件

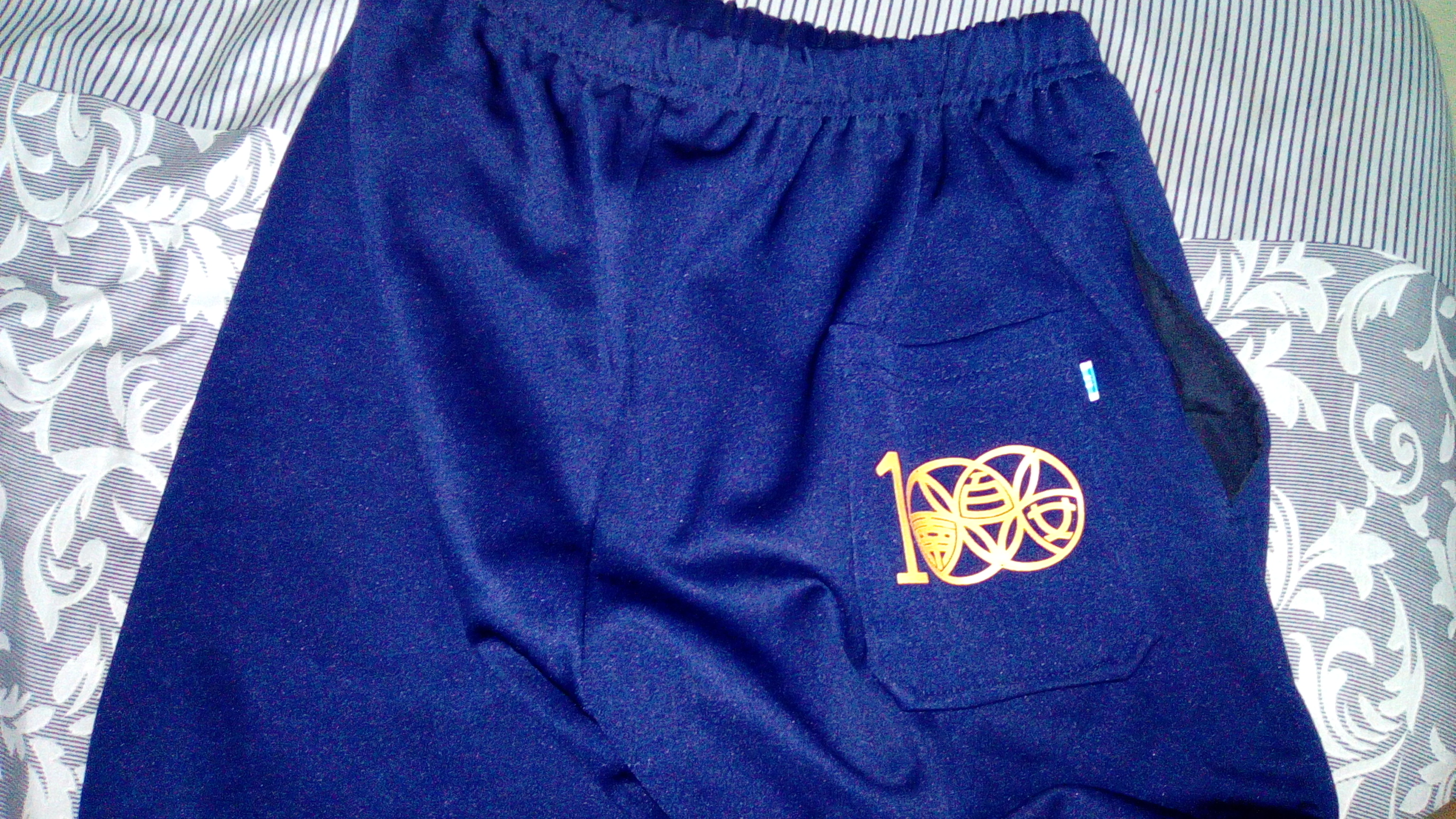
台南女中百周年紀念短褲

2010年3月15日，該校學生為抗議教官兼生活輔導組長陳步青，將非體育課日穿著短褲的學生登記違規，集體在朝會時脫下長褲，露出裡面的短褲，向校方抗議。

## 外部連結
- 國立臺南女子高級中學
- 國立台南女中校友會
- 國立台南女中臉書粉絲團